# 카를로스 살리나스 데 고르타리
카를로스 살리나스 데 고르타리(스페인어: Carlos Salinas de Gortari, 스페인어 발음: [ˈkaɾlos saˈlinas ðe ɣoɾˈtaɾi], 1948년 4월 3일~)는 멕시코의 정치인이다. 멕시코의 제60대 대통령(1988년~1994년)으로 재직했다.

## 생애

### 어린 시절과 정치 입문
멕시코시티에서 태어났다. 부친도 상원의원을 지낸 정치인이다. 멕시코 국립 자치 대학교에서 경제학을 전공했으며, 미국 하버드 대학교에서 행정학과 정치경제학을 전공하고 박사학위를 취득했다. 한편, 젊은 시절부터 제도혁명당(PRI)에 가입하여 활동했으며, 학창 시절부터의 은사인 미겔 데 라 마드리드와 인연을 맺었다. 1982년 데 라 마드리드가 대통령으로 취임하면서 기획예산청장으로 임명되었다.

### 대통령
1987년 데 라 마드르의 후임으로 지명되어, 1988년 대통령 선거에 출마했으나, 이는 당의 분열을 초래했다. 그는 대통령 선거에서 약 50%의 득표율로 당선되었으나, 이 득표율은 제도혁명당이 1929년 이래 장기 집권한 이래 60년 만에 대통령 선거에서 거둔 가장 낮은 것이었다. 선거 부정이 있었다는 의혹이 있었으나, 12월 1일 취임하였다. 취임 후 강력한 경제 개방화 정책을 추진하였으며, 특히 미국·캐나다와 북미 자유 무역 협정(NAFTA) 체결을 위해 노력하였다. NAFTA 체결에는 큰 논란이 있었으나, 1992년 12월 미국의 조지 H. W. 부시 대통령·캐나다의 브라이언 멀로니 총리와 함께 협정에 조인하여 1994년 1월 정식으로 발효되었다. 그는 이 여세를 몰아 미국의 지원으로 초대 세계 무역 기구(WTO) 총장 후보로 추대되기도 했으나, 유럽의 지원을 받은 이탈리아의 레나토 루지에로에 밀려 뜻을 이루지는 못했다. 한편 1994년 5월 경제 협력 개발 기구(OECD)에 가입하였다.

### 망명
그런 가운데 사파티스타 민족 해방군의 반란으로 사회 불안이 심해졌고, 제도혁명당의 후임 대통령 후보로 유력시되던 루이스 도날도 콜로시오가 암살되어 혼란은 더욱 심해졌다. 그는 콜로시오의 암살에 관련된 의혹을 받았다. 혼란이 계속되는 가운데, 다음 대통령으로는 제도혁명당의 에르네스토 세디요가 당선되었으나, 그가 퇴임할 무렵 금융 위기가 발생, 제도혁명당은 더욱 큰 타격을 받았다. 그는 1994년 11월 30일, 6년 임기를 마치고 퇴임하였으나, 그 다음해 초 부정 축재 혐의로 고발되었으며, 그의 형 라울의 마약 거래 혐의로 곤란한 입장에 처했다(훗날 징역 27년형을 선고받는다). 자유 무역 협정 체결과 금융 위기 초래로 큰 비난을 받은 가운데 부패 정치인이라는 낙인까지 찍힌 그는, 그 해 3월, 미국에 갔다가 돌아오지 않음으로써 실질적으로 망명의 길을 택했다.

### 현재
망명 후 미국과 캐나다, 쿠바, 아일랜드 등 여러 나라를 전전하다 2000년 11월 저서를 홍보하기 위해 멕시코로 귀국했다. 2004년 12월 멕시코 최대 마약 카르텔인 걸프 카르텔과 긴밀한 관계에 있다고 소문난 막내의 엔리케 살리나가 다른 마약 카르텔에 의해 암살되었다.
2010년 살리나스는 아일랜드 더블린에 거주하고 있으며, 2012년에는 대통령 선거를 지원하기 위해 다시 멕시코로 돌아왔다.

## 같이 보기
- 멕시코의 국가원수 목록
- 멕시코의 역사